# Брукленд (Арканзас)
Брукленд (англ. Brookland) — місто (англ. city) в США, в окрузі Крейггед штату Арканзас. Населення — 4064 особи (2020).

## Географія
Брукленд розташований за координатами 35°54′18″ пн. ш. 90°34′46″ зх. д. / 35.90500° пн. ш. 90.57944° зх. д. (35.905071, -90.579543).  За даними Бюро перепису населення США в 2010 році місто мало площу 5,31 км², з яких 5,30 км² — суходіл та 0,02 км² — водойми. В 2017 році площа становила 19,56 км², з яких 19,51 км² — суходіл та 0,05 км² — водойми.

## Демографія
Згідно з переписом 2010 року, у місті мешкали 1642 особи в 603 домогосподарствах у складі 453 родин. Густота населення становила 309 осіб/км².  Було 660 помешкань (124/км²). 
Расовий склад населення:
| - 95,9 % — білих - 0,7 % — корінних американців - 0,5 % — чорних або афроамериканців - 0,1 % — азіатів |

До двох чи більше рас належало 2,2 %. Іспаномовні складали 2,6 % від усіх жителів.
За віковим діапазоном населення розподілялося таким чином: 28,9 % — особи молодші 18 років, 61,8 % — особи у віці 18—64 років, 9,3 % — особи у віці 65 років та старші. Медіана віку мешканця становила 31,3 року. На 100 осіб жіночої статі у місті припадало 100,2 чоловіків;  на 100 жінок у віці від 18 років та старших — 92,4 чоловіків також старших 18 років.
Середній дохід на одне домашнє господарство  становив 48 362 долари США (медіана — 40 625), а середній дохід на одну сім'ю — 53 476 доларів (медіана — 41 868). Медіана доходів становила 32 917 доларів для чоловіків та 26 369 доларів для жінок. За межею бідності перебувало 17,2 % осіб, у тому числі 15,4 % дітей у віці до 18 років та 23,8 % осіб у віці 65 років та старших.
Цивільне працевлаштоване населення становило 1104 особи. Основні галузі зайнятості: роздрібна торгівля — 21,1 %, освіта, охорона здоров'я та соціальна допомога — 19,7 %, виробництво — 17,3 %.